# 李忠雲
李忠雲（り・ちゅううん、Li Zhongyun、1968年7月4日-) は中国出身の女子柔道選手。現役時代は48kg級～56kg級の選手。身長161cm。

## 人物
1985年のアジア選手権48kg級で優勝した。1986年の世界選手権48kg級で3位となると、翌年の世界選手権では、決勝で江崎史子から朽木倒で有効を取って優勝した。1988年ソウルオリンピック(公開競技)でも決勝で江崎を小外刈の有効で破って優勝した。その後、階級を56kg級まで上げて1990年のアジア大会で優勝すると、1991年の世界選手権でも3位となった。1992年バルセロナオリンピックでは階級を52kg級に下げて出場して、準決勝で地元スペインのアルムデナ・ムニョスに判定で敗れたものの銅メダルを獲得した。

## 主な戦績
48kg級での戦績
- 1985年 - アジア選手権　優勝
- 1986年 - 世界選手権　3位
- 1987年 - 世界選手権　優勝
- 1987年 - 福岡国際　3位
- 1988年 - イギリス国際　3位
- 1988年 - ソウルオリンピック　優勝

56kg級での戦績
- 1990年 - アジア大会　優勝
- 1990年 - 福岡国際　優勝
- 1991年 - 世界選手権　3位
- 1992年 - バルセロナオリンピック　3位(52kg級)